# Маззи
Ма́ззи в Гондоландии (англ. Muzzy in Gondoland, Маззи в Гондоленде) — мультипликационный телекурс английского языка для детей, созданный телеканалом BBC, как способ преподавания английского как второго языка. По сути, это сегментированный мультфильм с анимационными обучающими вставками, которые в простой, ненавязчивой форме знакомят зрителей с азами английского языка. Во времена СССР демонстрировался в передаче «Детский час» и сразу обрёл популярность у маленьких зрителей. Компания DMP Organisation позже приобрела права на Маззи и перевела курс на другие языки. Сиквел «Маззи возвращается» (англ. «Muzzy Comes Back») был выпущен в 1989 году. В 2013 году компания Digital Education (с англ. — «Цифровое образование») разработала и выпустила новую версию курса.

## Персонажи

Маззи

Оригинальная английская версия озвучена известными актёрами. За Маззи говорит Джек Мэй, за Короля льва — Вилли Раштон, Мириам Маргулис — Королева, Бенджамин Уитроу — Норман, и другие.
- Маззи (Muzzy) — огромный зелёный пришелец, похожий и на медведя, и на снежного человека, питающийся часами и другими электромеханическими устройствами и не переносящий земную еду (озв. Джек Мэй).
- Боб (Bob) — мышь — садовник при королевском дворце, ходит в красной шапочке, синей рубашке, белом фартуке и сиреневых штанах (озв. Дерек Гриффитс).
- Сильвия (Sylvia) — крыса — принцесса Гондоландии, носит жёлтую корону и оранжевое платье (озв. Сьюзен Шеридан).
- Король Гондоландии (King of Gondoland) — лев, носит жёлтую корону и синюю мантию с двумя золотыми полосами по центру, занимается физкультурой (озв. Вилли Раштон).
- Королева Гондоландии (Queen of Gondoland) — крыса, носит жёлтую корону и розово-фиолетовое платье, имеет пышные формы (озв. Мириам Маргулис).
- Корвакс (Corvax) — зеленокожий и длинноносый тролль — главный антагонист сериала, придворный ученый, носит чёрную мантию и золотой шлем (озв. Дерек Гриффитс). Симпатизировал Сильвии, тогда как та решительно давала ему отпор.
- Кот (Cat) — помощник Корвакса, много времени уделяющий азартным играм за компьютером (озв. Сьюзен Шеридан). Впоследствии был изгнан Корваксом и после этого перестал появляться в эпизодах.
- Продавец (Trader) — кенгуру — торгует фруктами; первый, кого встретил Маззи, и кто сдал его полиции после того, как тот, на его глазах, сломал и съел парковочный счётчик; носит оранжевый свитер (озв. Дерек Гриффитс).
- Норман (Norman) — человечек, фигурирующий в обучающих вставках как главное действующее лицо (озв. Бенджамин Уитроу).

## Сюжет
Инопланетянин Маззи прилетает на летающей тарелке в страну Гондолэнд. Не зная местных обычаев, гигант сразу же начинает попадать в конфузные ситуации. Он обычно питается различными железными предметами (особенно часами) и, полагая, что часы на этой планете тоже являются пищей, съедает все парковочные счётчики на стоянке рынка, в результате чего его тут же хватает полиция. Правда, в отделении полиции он съел печатную машину у следователя, и тот без дальнейшего допроса направил его в камеру.
Тем временем в королевстве разыгрываются нешуточные страсти. Придворный садовник Боб влюблён в принцессу Сильвию, и та отвечает ему взаимностью. Но их счастью мешают король с королевой, которые против их отношений, и придворный учёный Корвакс, который также безумно влюблён в принцессу и подстраивает Бобу всяческие каверзы. В конце концов принцесса и садовник решаются сбежать на мотоцикле Боба. Корвакс, узнав об их побеге, тут же докладывает королю и вместе с ним и королевой бросается в погоню на вертолёте. Влюблённых настигают. Сильвию отправляют под домашний арест, а Боба бросают в тюрьму.
В тюрьме Боб оказывается в одной камере с Маззи. Они быстро становятся друзьями. Маззи съедает решётку на окне и бежит из тюрьмы вместе с Бобом. Тем временем Корвакс пытается силой добиться благосклонности принцессы, но получает решительный отказ. Это заставляет его придумать способ виртуализировать Сильвию при помощи своего компьютера. Однако виртуальная Сильвия тоже не желает общаться с Корваксом и убегает от него. Корвакс начинает в ярости бить кулаками по своему компьютеру, нажимая на все кнопки подряд, в результате чего в нём происходит сбой. Компьютер начинает непрерывно создавать новых и новых клонов Сильвий. Попытки остановить процесс ни к чему не приводят. Настоящая же принцесса тем временем встречает пробравшихся в дворцовый сад Боба и Маззи и помогает им спрятаться от полиции.
Увидев во дворце огромное количество Сильвий и проследив, откуда они идут, король прибегает в лабораторию Корвакса. Он пытается самостоятельно остановить компьютер, но в результате оказывается внутри него. На помощь приходят Боб и Маззи, которых Сильвия приводит во дворец. Маззи чинит компьютер, вызволяет короля из виртуального плена и отправляет компьютерных Сильвий обратно в небытие. А Боб тем временем ловит Корвакса, попытавшегося сбежать на вертолёте.
В результате Сильвия и Боб устраивают свадьбу, Корвакса отправляют на каторжные работы, а Маззи возвращается на свою родную планету на своей летающей тарелке.

## Продолжения
В 1989 году было выпущено продолжение мультфильма под названием «Маззи возвращается» (англ. Muzzy Comes Back), в котором рассказывалась история о том, как Корвакс, разжалованный в придворного повара, и его сообщник, рецидивист бульдог Тимбо, похищают Аманду, дочь Боба и Сильвии, во время вечеринки, главным гостем которой был Маззи.

## Версии курса на других языках
Кроме английского, существуют также немецкий, испанский, французский, итальянский варианты мультипликационного курса, используемые для обучения начинающих изучать эти языки.
В 2002 году корпорация BBC объединила 5 вариантов (английский, испанский, французский, немецкий и итальянский), издав шесть курсов на 1 DVD диске. На каждом диске записаны пять немного отличающихся (по языкам) вариантов соответствующей части мультфильма. Язык просмотра нужно выбрать заранее (на нем будет транслирован соответствующий фильм), а кроме того есть возможность установить субтитры также на любом из пяти языков. С дисками даются 6 брошюр, в которых приведены тексты на всех пяти языках; также есть красочные цветные иллюстрации. Также компанией BBC были созданы самые первые уроки на китайском языке и на американском варианте английского языка. К тому же есть множество неофициальных переводов.
Существует неофициальный перевод курса на эсперанто, выполненный польскими энтузиастами. Кроме него есть перевод на чувашский язык («Маззи в Гoндoландии»).
Некоторые персонажи мультфильма в иноязычных версиях носят другие имена. Например, во французском варианте садовника зовут Жан, а человечка в обучающих вставках — Альберт.